# Péritonite bactérienne spontanée
 Mise en garde médicale
La péritonite bactérienne spontanée (PBS) est une infection du péritoine sans contamination abdominale qui survient spontanément chez des malades de cirrhose et des enfants affectés d'un syndrome néphrotique. Elle survient chez 10 à 30 % des patients hospitalisés pour ascite et peut provoquer une décompensation grave de la maladie hépatique, voire entrainer d'autres complications majeures, voire fatales.

## Symptômes
Les symptômes peuvent comprendre de la fièvre, des frissons, des nausées, des vomissements, des douleurs abdominales et un malaise général.
Les patients peuvent simplement se plaindre de douleurs abdominales et voir leur ascite s'aggraver.
L'encéphalopathie hépatique peut être la seule manifestation de cette péritonite ; en l'absence de facteur déclenchant net, une altération de l'état général ou une encéphalopathie doit nécessiter, chez tous ces patients, un prélèvement d'ascite afin de rechercher une péritonite bactérienne spontanée (PBS).

## Diagnostic
Le diagnostic nécessite une paracentèse (prélèvement à l'aiguille du liquide d'ascite) et la confirmation se fait au laboratoire. Des leucocytes supérieurs à 500/mm³ ou des neutrophiles supérieurs à 250/mm³ confirment le diagnostic même si la numération formule sanguine et la CRP sont normales. 

## Traitement

### Antibiotiques
Après confirmation du diagnostic, les patients doivent être hospitalisés pour une antibiothérapie par voie intraveineuse (le plus souvent céfotaxime 2 g IV toutes les 8 à 12 heures pendant au moins cinq jours ou ceftriaxone 2 g IV par 24 heures). Une paracentèse est parfois répétée à 48 heures pour contrôler l'évolution de l'infection. Une fois les patients guéris, la convalescence nécessite régulièrement une antibiothérapie prophylactique (ciprofloxacine 750 mg/semaine, norfloxacine 400 mg/24 h), aussi longtemps qu'ils ont encore une ascite.

### Albumine intraveineuse
Un essai contrôlé randomisé a constaté que l'albumine par voie intraveineuse le jour de l'admission et à J+3 peut réduire l'insuffisance rénale. Ils reçoivent souvent ainsi de l'albumine par voie intraveineuse (1,5 g/kg de poids corporel le 1er jour, 1 g/kg le 3e). 

## Prévention et dépistage
Tous les patients cirrhotiques pourraient bénéficier systématiquement d'antibiotiques si :
- les protéines dans le liquide d'ascite sont inférieures à 1,0 g/dL ou la bilirubinémie est supérieure à 40 mg/L ;
- les protéines dans le liquide sont inférieures à 1,5 g/dL et soit si leur score de Child-Pugh est d'au moins 9 soit s'ils ont une altération de la fonction rénale ;
- ils ont des antécédents de PBS.

Les patients cirrhotiques ayant une hémorragie digestive doivent recevoir des antibiotiques (norfloxacine 400 mg/j pendant sept jours.